# 分頁 (GUI)

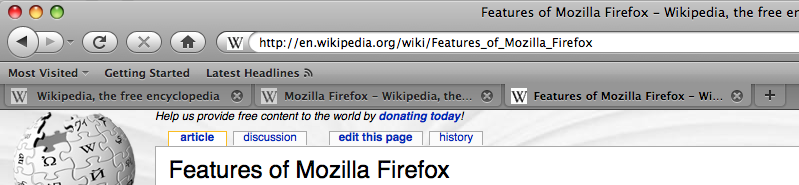
具代表性的分頁瀏覽器Mozilla Firefox，在網址列下方有個分頁列，可以用來切換多個網頁，節省螢幕空間，擺脫開新多視窗的困擾。

分頁，又稱頁籤，Windows內建的瀏覽器又稱為索引標籤，指網頁瀏覽器或是資料夾邊緣用來索引用的標籤，抓住的話可快速檢索特定頁面，分頁瀏覽器就是以此為概念製作成圖形使用者界面。
早期瀏覽器的一扇視窗只能顯示一頁頁面，要開新頁面只能用現有視窗或開新視窗，同時要看多頁網頁也只能開啟多扇視窗，這樣下去整幅畫面都是瀏覽器視窗變得不易管理，並且會用大量內存降低電腦效能。
為了解決這個問題，使用了多文件介面的原理設計出了分頁瀏覽器。僅使用一扇視窗就可以用分頁來呈現多頁網頁，另外因為多頁網頁已經集中於一扇視窗，因此不需要特別去調整視窗，記憶體也用得較少。如果碰到會開啟多扇視窗的指令碼也只須關掉一扇視窗即可，同時為了解決前述這個問題，瀏覽器也相對提升了功能，例如阻擋彈出式廣告的功能。

## 代表的分頁瀏覽器
以下依照HTML排版引擎的種類分類

### KHTML（Apple WebKit）
- Safari
- OmniWeb
- Konqueror

### Gecko
- GNOME 網頁
- Mozilla Firefox
- SeaMonkey
- Netscape Navigator 9
- K-Meleon

### Blink
- Chrome
- Edge
- Opera
- Sleipnir[註 1]
- Maxthon

### Trident
- Windows版Internet Explorer[註 2]
- Avant Browser
- Lunascape[註 3]
- NetCaptor

### w3m（文字瀏覽器）
- w3m

## 註解
1. ↑  Sleipnir 5.0版開始支援Blink排版引擎
2. ↑  只有在2006年登場的7.0版直接具備分頁瀏覽機能，5.0以上的版本可以用裝MSN工具列的方式導入分頁瀏覽，但是以機能性來說不如其他分頁瀏覽器，另外MSN工具列會將數個視窗同時以分頁的方式顯示，並不能節省記憶體。[1]
3. ↑  Lunascape2之後的版本也可以使用Gecko排版引擎。